# Globularia liouvillei
Globularia liouvillei är en grobladsväxtart. Globularia liouvillei ingår i släktet bergskrabbor, och familjen grobladsväxter.

## Underarter
Arten delas in i följande underarter:
- G. l. greuteri
- G. l. liouvillei